# Manuel Sanchis Hontiyuelo
Manuel Sanchis Hontiyuelo (nascut el 23 de maig del 1965 a Madrid), conegut futbolísticament simplement com a Sanchís és un exjugador espanyol de futbol. Va desenvolupar gairebé tota la seva carrera jugant de defensa al Reial Madrid Club de Futbol, des de que va arribar al primer equip del club blanc l'any 1983, procedent del Castella, i s'hi va estar 18 temporades, fins a retirar-se el 2001. El capità blanc va guanyar 22 títols amb el Madrid. Va ser internacional amb la selecció espanyola.

## Biografia
Va néixer el 23 de maig de 1965 a Madrid, fill del també jugador del Reial Madrid Manuel Sanchis. Va començar a jugar a la categoria infantil del club blanc, passant per totes les categories inferiors de l'entitat. Al filial madrileny va formar part de la Quinta del Buitre junt amb jugadors com Emilio Butragueño, Míchel, Rafa Martín Vázquez i Miguel Pardeza. Amb el Reial Madrid, va guanyar dues Copes d'Europa (1998 i 2000), una Copa Intercontinental (1998), dues Copes de la UEFA (1985 i 1986), vuit Lligues (1986, 1987, 1988, 1989, 1990, 1995, 1997 i 2001), dues Copes del Rei (1989 i 1993) i cinc Supercopes d'Espanya (1988, 1989, 1990, 1993 i 1997).

### Selecció estatal
Amb la selecció espanyola sub-21 va guanyar el Campionat d'Europa de 1986 i amb la selecció absoluta va jugar 48 partits, participant en l'Eurocopa 1988 i en el Mundial del 1990.

## Palmarès
| Títol                 | Club         | País    | Any  |
| --------------------- | ------------ | ------- | ---- |
| Copa de la UEFA       | Reial Madrid | Espanya | 1985 |
| Lliga espanyola       | Reial Madrid | Espanya | 1986 |
| Copa de la UEFA       | Reial Madrid | Espanya | 1986 |
| Lliga espanyola       | Reial Madrid | Espanya | 1987 |
| Lliga espanyola       | Reial Madrid | Espanya | 1988 |
| Supercopa d'Espanya   | Reial Madrid | Espanya | 1988 |
| Lliga espanyola       | Reial Madrid | Espanya | 1989 |
| Copa del Rei          | Reial Madrid | Espanya | 1989 |
| Supercopa d'Espanya   | Reial Madrid | Espanya | 1989 |
| Lliga espanyola       | Reial Madrid | Espanya | 1990 |
| Supercopa d'Espanya   | Reial Madrid | Espanya | 1990 |
| Copa del Rei          | Reial Madrid | Espanya | 1993 |
| Supercopa d'Espanya   | Reial Madrid | Espanya | 1993 |
| Lliga espanyola       | Reial Madrid | Espanya | 1995 |
| Lliga espanyola       | Reial Madrid | Espanya | 1997 |
| Supercopa d'Espanya   | Reial Madrid | Espanya | 1997 |
| Lliga de Campions     | Reial Madrid | Espanya | 1998 |
| Copa Intercontinental | Reial Madrid | Espanya | 1998 |
| Lliga de Campions     | Reial Madrid | Espanya | 2000 |
| Lliga espanyola       | Reial Madrid | Espanya | 2001 |